# Violent Storm
Violent Storm è un videogioco arcade di tipo picchiaduro a scorrimento orizzontale, pubblicato da Konami nel 1993. Si tratta dell'ultimo anello di una trilogia iniziata con Crime Fighters e proseguita con Vendetta. Ognuno dei tre titoli ha per sfondo una città statunitense sconvolta dal degrado e dal crimine, ma presenta ambientazione e personaggi differenti. Al contrario dei due predecessori, Violent Storm si inserisce nel filone dei videogiochi di ambientazione post-apocalittica.

## Trama
L'umanità si sta lentamente riprendendo dopo i disastri provocati dalla terza guerra mondiale, ma bande di teppisti imperversano in ogni parte del globo, soprattutto negli Stati Uniti. Qui tre giovani vigilantes, Boris, Wade e Kyle, cercano di proteggere, nella zona in cui vivono, tutti coloro che non sono in grado di difendersi. Un giorno la loro comune amica Sheeva viene rapita dal braccio destro di Lord Geld, leader di una delle gang statunitensi più spietate, chiamata The Gang Geld. Per salvare Sheeva i tre eroi dovranno sgominare tutti gli uomini di Lord Geld, arrivando infine a misurarsi con Red Freddy (il teppista rapitore) e subito dopo con Geld, che una volta sconfitto si toglierà la vita gettandosi nel vuoto.
Nonostante la materia trattata, i vari segmenti del gioco sono sempre connotati umoristicamente, compreso il suicidio di Geld.

## Modalità di gioco
Il gioco si sviluppa per 7 livelli, tutti caratterizzati da abbondante presenza di nemici. Le vite sono 3, con punti ferita. Si usano un joystick e due tasti, A per colpire i nemici e raccogliere oggetti (armi o energia vitale), B per saltare. Il giocatore deve inoltre cercare di evitare numerosi ostacoli, letali anche per i nemici. Nel secondo livello è possibile scagliare le lampadine contro i nemici, in modo da accecarli temporaneamente, e anche lanciargli addosso i maialini che appariranno lungo il percorso.

## Livelli e boss
- Livello 1: stazione ferroviaria - Boss: Dabel
- Livello 2: treno - Boss: Joe
- Livello 3: bassifondi e nightclub - Boss: Drigger
- Livello 4: area industriale: - Boss: Doyle
- Livello 5: parco - Boss: Mr Julius
- Livello 6: baia - Boss: Sledge
- Livello 7: museo - Boss: Red Freddy, poi Lord Geld

## Colonna sonora
Le musiche si devono a due compositori: Kenichiro Fukui e Seiichi Fukami.